# Maoklane
Maoklane (în arabă موكلان) este o comună din provincia Sétif, Algeria.
Populația comunei este de 15.715 locuitori (2008).